# شتيفان ليكس
شتيفان ليكس (بالألمانية: Stefan Lex)‏ (27 نوفمبر 1989 بإردينغ في ألمانيا - ) هو لاعب كرة قدم ألماني في مركز الهجوم. لعب مع إنغولشتات 04 وغرويتر فورت وTSV Buchbach ‏ وSpVgg Greuther Fürth II ‏.

## روابط خارجية
- شتيفان ليكس على موقع قاعدة بيانات كرة القدم.إي يو (الإنجليزية)
- شتيفان ليكس على موقع بيانات كرة القدم. دي إي (الألمانية)
- شتيفان ليكس على موقع Soccerway.com (الإنجليزية)
- شتيفان ليكس على موقع عالم كرة القدم.نت (الإنجليزية)
- شتيفان ليكس على موقع AS.com (الإسبانية)